# Ginástica de trampolim nos Jogos Pan-Americanos de 2011 - Masculino
A competição masculina foi um dos eventos da ginástica de trampolim nos Jogos Pan-Americanos de 2011. Foi disputada no Complexo Nissan de Ginástica nos dias 17 e 18 de outubro.

## Calendário
Horário local (UTC-6).
| Data          | Horário | Fase         |
| ------------- | ------- | ------------ |
| 17 de outubro | 18:20   | Qualificação |
| 18 de outubro | 18:00   | Final        |

## Medalhistas
| Ouro   | CAN Keegan Soehn        |
| Prata  | BRA Rafael Andrade      |
| Bronze | MEX José Alberto Vargas |

## Resultados

### Qualificação
| Pos. | Ginasta             | País               | Total   | Obs. |
| ---- | ------------------- | ------------------ | ------- | ---- |
| 1    | Keegan Soehn        | CAN Canadá         | 104.030 | Q    |
| 2    | Rafael Andrade      | BRA Brasil         | 95.900  | Q    |
| 3    | Charles Thibault    | CAN Canadá         | 94.335  | Q    |
| 4    | José Alberto Vargas | MEX México         | 93.470  | Q    |
| 5    | Nathanael Camara    | PUR Porto Rico     | 92.395  | Q    |
| 6    | Steven Gluckstein   | USA Estados Unidos | 79.260  | Q    |
| 7    | Jeffrey Gluckstein  | USA Estados Unidos | 46.500  | Q    |
| 8    | Carlos Ramirez Pala | BRA Brasil         | 45.015  | Q    |

### Final
| Pos.              | Ginasta             | País               | Total  | Obs. |
| ----------------- | ------------------- | ------------------ | ------ | ---- |
| Medalha de ouro   | Keegan Soehn        | CAN Canadá         | 55.535 |      |
| Medalha de prata  | Rafael Andrade      | BRA Brasil         | 52.265 |      |
| Medalha de bronze | José Alberto Vargas | MEX México         | 21.130 |      |
| 4                 | Jeffrey Gluckstein  | USA Estados Unidos | 17.010 |      |
| 5                 | Carlos Ramirez Pala | BRA Brasil         | 12.180 |      |
| 6                 | Steven Gluckstein   | USA Estados Unidos | 12.035 |      |
| 7                 | Nathanael Camara    | PUR Porto Rico     | 11.325 |      |
|                   | Charles Thibault    | CAN Canadá         |        | DNS  |

Legenda
| Recorde mundial                  | Recorde mundial (World record)               |                       | Recorde africano                      | Recorde africano (African) |                                           | Q | Classificado por posição (Qualified) |
| Recorde dos Jogos Pan-Americanos | Recorde pan-americano (Pan-American record)  | Recorde da América    | Recorde da América (Americas)         | q                          | Classificado por melhor tempo (Qualified) |   |                                      |
| Melhor marca do ano              | Melhor marca do ano (World leading)          | Recorde asiático      | Recorde asiático (Asian)              | DNS                        | Não largou (Did not start)                |   |                                      |
| Recorde nacional                 | Recorde nacional (National record)           | Recorde europeu       | Recorde europeu (European)            | DNF                        | Não terminou (Did not finish)             |   |                                      |
| Recorde pessoal                  | Recorde pessoal do atleta (Personal best)    | Recorde da Oceania    | Recorde da Oceania (Oceania)          | DSQ / DQ                   | Desclassificado (Disqualified)            |   |                                      |
| Recorde da temporada             | Recorde da temporada do atleta (Season best) | Recorde sul-americano | Recorde sul-americano (South America) | NM                         | Sem marca (No mark)                       |   |                                      |